# Lire et faire lire
Lire et faire lire est un programme éducatif et une association française créés en 1999 par Alexandre Jardin et Pascal Guénée, ayant pour but le développement du plaisir de la lecture et de la solidarité intergénérationnelle en direction des enfants fréquentant les écoles primaires et les structures éducatives et culturelles telles que les centres de loisirs, les crèches ou les bibliothèques.

## Historique
Le programme Lire et faire lire a été lancé en 1999 à l'initiative du romancier Alexandre Jardin et de Pascal Guénée, ancien président du Relais civique. Ce programme éducatif et culturel a pour but de « transmettre le patrimoine littéraire aux plus jeunes et de favoriser l'échange entre générations ».  Ce programme est né d'une action menée à Brest depuis 1985 à la suite du regroupement de trois associations impliquées dans la vie sociale et civile :
- le Relais civique, association fondée en 1998 par Alexandre Jardin ;
- la Ligue française de l'enseignement et de l'éducation permanente, mouvement d'éducation populaire créé en 1866 ;
- l'Union nationale des associations familiales, institution familiale française créée en 1945.

C'est du programme Lire et faire lire qu'a été créée en décembre 1999 l'association du même nom. Elle a pour objectif de transmettre le plaisir de la lecture en pariant sur le lien intergénérationnel.
Au Québec, la directrice Annie Proulx a démarré un projet pilote en 2003-2004 qui est devenu officiel en 2004-2005. Basé sur le même concept, le programme regroupe plus de deux cents bénévoles qui se déplacent dans trente écoles au travers de la province pour lire aux jeunes. Le programme s'est depuis étendu à d'autres provinces du Canada : l'Alberta, la Colombie-Britannique et l'Ontario.
Avec « Lire et faire lire en francophonie », le programme est proposé à l'ensemble de l'espace francophone[réf. nécessaire]

## Fonctionnement
L'association Lire et faire lire est présente dans chaque département français et est animée par des coordinateurs des deux réseaux associatifs nationaux : la Ligue de l’Enseignement et l’Union Nationale des Associations Familiales (UNAF). Un comité d’écrivains, fort de plus de 200 membres, soutient l'association depuis sa création.
Les lecteurs bénévoles de l'association sont âgés de plus de 50 ans,. Ils vont lire des histoires à un petit groupe d'enfants volontaires (de 2 à 6 enfants). Les bénévoles interviennent une ou plusieurs fois par semaine à l'intérieur des structures éducatives pendant le temps scolaire, semi-scolaire ou extrascolaire.
En 2020, le financement de l'association nationale Lire et faire lire est assuré à 32 % par des subventions publiques, à 63 % par du mécénat, à 4 % par des fonds dédiés et à 1 % par des dons, des cotisations ou autres.

## Actions
En 2020, l'association est constituée de 20 558 bénévoles et son action concerne près de 761 000 enfants dans 8 995 écoles et 4192 autres structures d’accueil (dont 54% structures de petite enfance, 9 % centres sociaux, 6 % collèges, 12 % centres de loisirs, 11 % bibliothèques) de 3 857 communes des 96 départements métropolitains, de trois départements ultramarins ainsi qu’en Nouvelle-Calédonie et en Polynésie  française.
Outre les écoles, qui représentent 68 % des structures d’accueil (48 % d’écoles élémentaires et 52 % d'écoles maternelles), l'association intervient également dans les  bibliothèques, les  centres  de  loisirs,  les structures de petite  enfance, les  collèges et autres structures  telles que des établissements médicaux, des centres d’accueil des gens du voyage, des établissements pénitentiaires ou des centres sociaux.
L'association encourage les initiatives qui sont de nature à promouvoir et développer le goût de la lecture. Les principaux objectifs de l'association sont :
- favoriser la fréquentation du livre par un maximum d’enfants et dans un maximum de lieux dans et hors de la famille ;
- faire naître et entretenir le goût de lire et de la littérature ;
- contribuer à une meilleure maîtrise de la langue Française en s’appuyant sur la lecture ;
- proposer une ouverture culturelle et une culture commune par la littérature ;
- défendre la lecture comme levier d’éducation populaire au service de l’émancipation du citoyen ;
- mobiliser la société civile et les pouvoirs publics autour des enjeux de Lire et faire lire ;
- participer à la prévention de l’illettrisme ;
- favoriser la rencontre régulière entre les enfants et les seniors et maintenir les seniors dans un lien social régulier ;
- transmettre les valeurs de solidarité et de respect au service du « vivre ensemble ».

Un bulletin d'information, intitulé « Il était une fois » et publié deux fois par an, informe les bénévoles de l'actualité de l'association.
L’association  Lire et faire lire  propose aux bénévoles des formations thématiques pour leur permettre d’être mieux préparés pour intervenir dans des territoires précis ou auprès de publics particuliers  (quartiers prioritaires, structures petite enfance, accueils de loisirs) ou dans le cadre d’actions spécifiques (prix de poésie ou salons) : 
- Lire la poésie, sensibilisation en vue d’une participation au Prix poésie ;
- Lire en public, préparation aux lectures publiques ;
- Lire aux tout-petits, développement dans les structures de la petite enfance ;
- Lire en quartiers prioritaires, préparation des lectures dans des structures éducatives dépendant de dispositifs tel que le Programme de réussite éducative ;
- Constitution et la mise en place des équipes départementales, visant à  accompagner  les  bénévoles-relais à la  prise de responsabilités sur un territoire donné ;
- Une œuvre, un genre, un auteur, centré sur la littérature jeunesse et la rencontre avec les auteurs ;
- Lire en accueil de loisirs, visant à mieux intégrer les bénévoles Lire et faire lire au projet pédagogique d’un accueil de loisirs.

## Partenariats
Parrainée par 200 écrivains (Daniel Pennac, Erik Orsenna, Françoise Chandernagor, Didier van Cauwelaert, Daniel Picouly, Dan Franck, Philippe Delerm, Michel Déon, Irène Frain, Yann Queffélec, Patrick Rambaud, Régine Deforges, etc.), l'association a établi de nombreux partenariats avec des institutions (le ministère de la Culture, le ministère de l’Education nationale, etc.), des entreprises et des partenaires privés pour développer et soutenir son action.
L'Association des maires de France (AMF) et l'association Lire et faire lire ont signé le 4 juin 2015 une convention et créé le label « Ma commune / mon interco aime Lire et faire lire » visant à développer la lecture dans les communes. Dans le cadre de cette convention, l’AMF sollicite, sur la base du volontariat, les communes pour qu’elles s’associent au développement du programme Lire et faire lire.